# 阿什杜德港

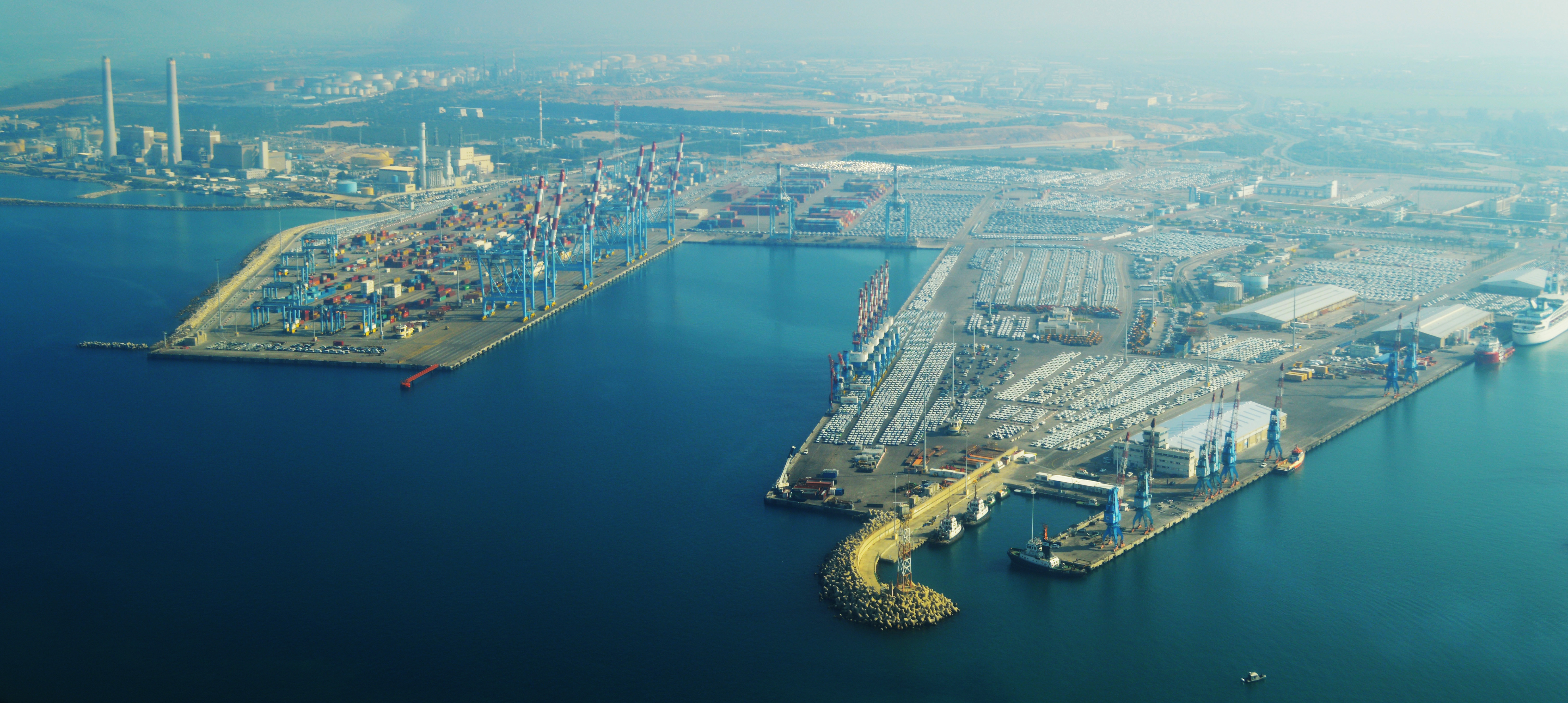
阿什杜德港

阿什杜德港（希伯來語：‎）是以色列的兩個主要港口之一，位於特拉維夫以南40公里處的阿什杜德，阿什杜德港是以色列主要的貨物貿易港，並且也是客運港，並且是主要軍事裝備進口港。

## 外部連結
- 官方网站